# Joseph Henriet

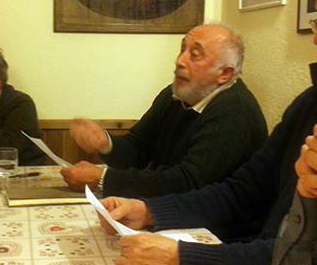
Joseph Henriet

Joseph Henriet (frankoprovenzalisch: Josèf Harriet oder Joze Harrieta) (* 13. März 1945 in Aosta) ist ein italienischer Lehrer, Volkskundler, Politiker und Sprachaktivist aus dem Aostatal.

## Leben und Wirken
Joseph Henriet stammt aus dem Weiler Excenex bei Aosta. Er besuchte die Mittelschule in Chieri bei Turin und unterrichtete in Schulen im Aostatal und in der Schweiz.
Bei seinem Aufenthalt in den Jahren 1968 und 1969 in den Kantonen Neuenburg und Jura befasste er sich mit der Autonomiebewegung Rassemblement jurassien, deren Ziel es war, das französischsprachige Gebiet im Jura vom Kanton Bern zu lösen. Nach diesem Modell entwickelte Henriet die Vision, in ähnlicher Weise das frankoprovenzalische Aostatal von Italien abzutrennen. Daraus entstand die Ideologie der Harpitania (Harpitanya Etnocrateka Libra), eine Utopie mit dem Fernziel einer unabhängigen arpitanischen Föderation, die neben dem Aostatal auch das Unterwallis und das Gebiet von Hochsavoyen umfassen sollte. Für diese Region rund um den Mont Blanc kam der Name Arpitania in Gebrauch, der vom neueren Namen Arpitanisch als Bezeichnung für das Frankoprovenzalische abgeleitet ist. Um das Ziel zu erreichen, gründete Henriet die politische Bewegung Movament Harpitanya; und er war zeitweise auch in der Organisation Action de Libération des Peuples des Alpes (ALPA) aktiv, die als Alternative einen Anschluss des Aostatals an Frankreich anstrebte.
Als Grundlage für die sprachpolitische Bewegung verfasste Henriet eine Grammatik und ein Orthographiesystem des Frankoprovenzalischen, und er erhob den Anspruch, damit eine einheitliche Dachsprache für die zahlreichen Dialekte dieser in drei Ländern überlieferten Sprache zu liefern. Nur mit einer gemeinsamen Schriftform und einem politischen Zusammenschluss der Region sei die in allen Gebieten stark bedrohte Minderheitensprache und deren Kultur überlebensfähig, war Henriet überzeugt.
Beide Konzepte Henriets, die einheitliche Sprachform und die politische Autonomie, konnten sich nicht durchsetzen. Sie beeinflussten jedoch die neuere grenzüberschreitende frankoprovenzalische Kulturbewegung.
Henriet war mit dem baskischen Separatisten Federico Krutwig-Sagredo (1921–1981) befreundet und pflegte den Kontakt zur piemontesischen Aktion Arnàssita Piémontaise. Von 1993 bis 2001 trat er als Regionalpolitiker der Lega Nord auf.

## Werke
- unter dem Pseudonym «Edur Kar»: Harpeitanya. 1971.
- Ehtudio su la question harpitana. Éditions Arba, Aosta 1973.
- Noi, Sarraceni delle alpi. Cervin, Châtillon 1976.
- La lingua arpitana (francoprovenzale). Con particulare riferimento alla lingua della Val d'Aosta. Romano Canavese 1976.
- Nos ancêtres les Sarrasins des Alpes. 2002. ISBN 2-88295-360-7.